# Sayonara детка
«Sayonara детка» — песня российского хип-хоп-исполнителя Элджея при участии косоварской певицы Эры Истрефи, выпущенная 20 июня 2019 года на лейбле Effective Records.

## Музыкальное видео
Музыкальный видеоклип, режиссёром которого выступил Медет Шаяхметов, вышел 15 августа 2019 года. Производство музыкального видео осуществила команда FMT.JETLAG.

## Награды и номинации
| Год  | Премия                  | Категория           | Результат | И     |
| ---- | ----------------------- | ------------------- | --------- | ----- |
| 2020 | Новое Радио Awards 2020 | Лучшая коллаборация | Номинация | [ 5 ] |

## Список треков
Цифровая загрузка
| №  | Название                               | Длительность |
| -- | -------------------------------------- | ------------ |
| 1. | «Sayonara детка» (при уч. Эры Истрефи) | 2:44         |

Цифровая загрузка — Rompasso Remix
| №  | Название                                                | Длительность |
| -- | ------------------------------------------------------- | ------------ |
| 1. | «Sayonara детка» (при уч. Эры Истрефи) (Rompasso Remix) | 3:13         |

## Чарты
| Чарт (2020)     | Высшая позиция |
| --------------- | -------------- |
| Латвия (LaIPA)  | 31             |
| Литва (AGATA)   | 76             |
| Россия (Tophit) | 7              |

| Чарт (2020)     | Высшая позиция |
| --------------- | -------------- |
| Латвия (LaIPA)  | 90             |
| Россия (Tophit) | 70             |